# Tamara Ralis

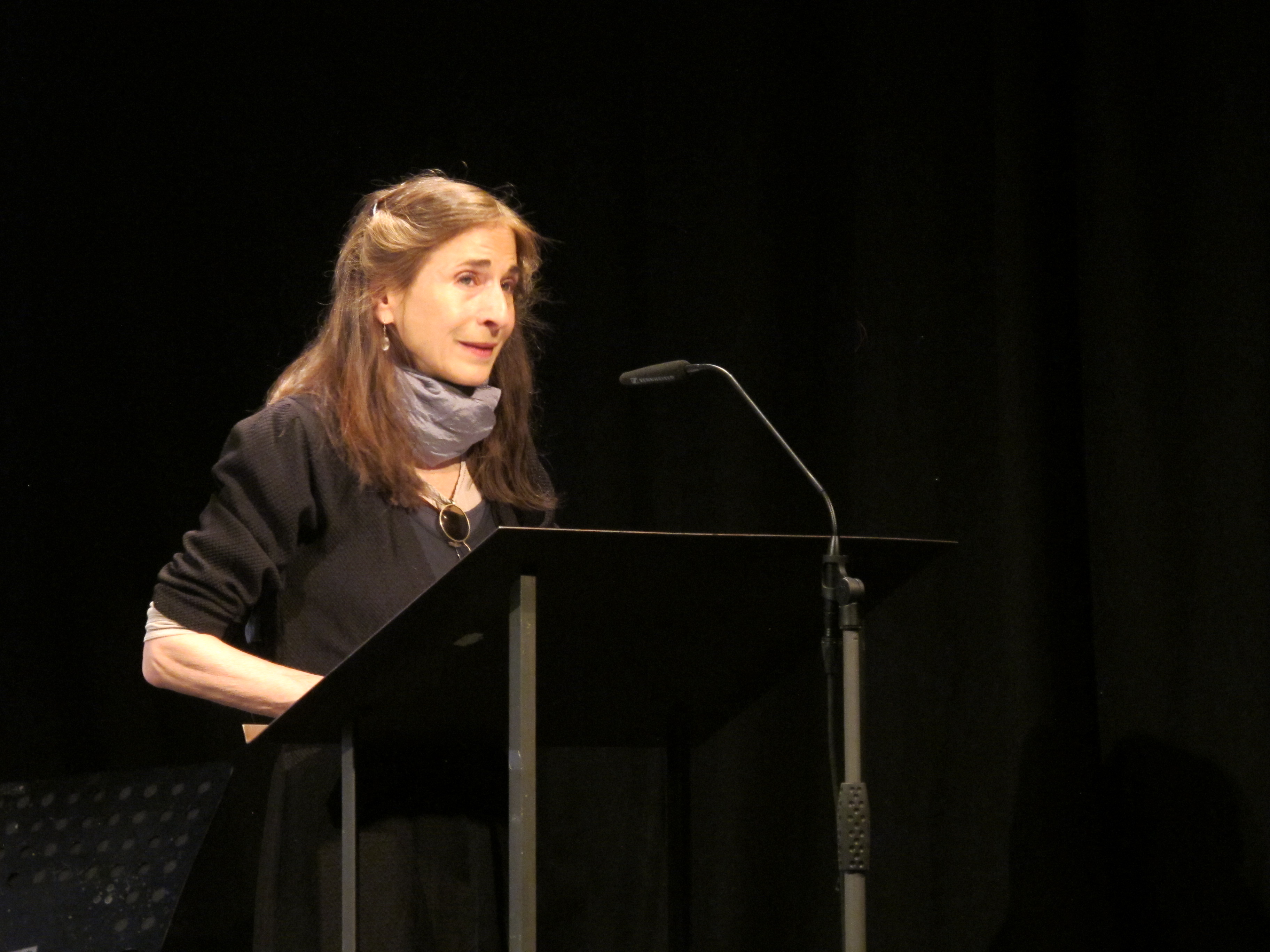
Tamara Ralis beim Schamrock – Festival der Dichterinnen 2014

Tamara Ralis (* 1948 in München) ist eine Dichterin, Schriftstellerin, Schauspielerin und Bildende Künstlerin von Skulpturen und Zeichnungen. Der Schwerpunkt ihrer Kunst basiert auf abstrakten Raum-Zeit-Ideen, die sich in den genannten Kunstformen widerspiegeln.

## Leben
Tamara Ralis, in München geboren, ist in Frankreich und den USA aufgewachsen. 1970 studierte sie Schauspiel an der Otto-Falckenberg-Schule München und ab 1977 Philosophie an der Akademie der Bildenden Künste München sowie 1979 Literatur am Bard College, New York.
Schauspielerische Engagements hatte sie unter anderem am Stadttheater Bremen, am Thalia Theater in Hamburg und am Residenztheater München. Sie trat in Strindbergs „Ein Traumspiel“ unter dem Regisseur Ingmar Bergman auf.

## Werk

### Theaterstücke
- „Allegra Moving“, Uraufführung, Horizont Theater, Köln (1995)
- „The Disappearance of the Precious“ im Push Push Theater, Atlanta USA (2004)
- „Things of the Air“ (2008)

### Ausstellungen (Auswahl)
- Miniaturen 70 International, Galerie Christoph Dürr, Villa Stuck, München (1976)
- Große Kunstausstellung im Haus der Kunst, München (1976–1990)
- Transart Galerie, München „Die Transparenz des Sichtbaren“ (1987)
- Die Weisse Galerie, Köln (1994)
- Open Center Galerie „Dimensions, Tempels, Beings“, New York (1994)
- Stadtmuseum Siegburg, Deutsches Haus, New York University (1997)
- „Der Faden der Ariadne“, Musbach (1998)
- Galerie Hartmann, München (2000)
- Galerie Pabst, München (2008)